# Ambassade van Frankrijk in Suriname
De ambassade van Frankrijk in Suriname is de diplomatieke vertegenwoordiging die gevestigd is aan de Dr. J.F. Nassylaan 23 in Paramaribo. De ambassadeur is ook geaccrediteerd ambassadeur voor Guyana en vertegenwoordigt Frankrijk bij de Caricom.
De ambassade werd in 1991 ingericht, met Pierre Boillot van 1991 tot 1994 als eerste Franse ambassadeur. Volgens Boillot zou Frankrijk hiermee Surinames terugkeer naar de democratie willen belonen.

## Consulaten
Aan de ambassade zijn de volgende consulaten verbonden:
- Paramaribo (de ambassade dient tevens als consulaat)
- Albina
- Georgetown, Guyana

## Ambassadeur
Er is op dit moment geen ambassadeur toegewezen (stand juni 2022). Van september tot november 2021 was Pierre Lanapats de ambassadeur.